# Manggungjaya (Cilamaya Kulon)
Manggungjaya is een bestuurslaag in het regentschap Karawang van de provincie West-Java, Indonesië. Manggungjaya telt 5737 inwoners (volkstelling 2010).